# Hercostomus peterbus
Hercostomus peterbus är en tvåvingeart som beskrevs av Charles Howard Curran 1924. Hercostomus peterbus ingår i släktet Hercostomus och familjen styltflugor. Inga underarter finns listade i Catalogue of Life.